# Yunguirius wangqiqiae
Espèce
Yunguirius wangqiqiae est une espèce d'araignées aranéomorphes de la famille des Agelenidae.

## Distribution
Cette espèce est endémique de Chine. Elle se rencontre au Yunnan et au Guizhou.

## Description
La femelle holotype mesure 14,48 mm.

## Systématique et taxinomie
Cette espèce a été décrite par Wei et Liu en 2024.

## Étymologie
Cette espèce est nommée en l'honneur de Qi-qi Wang.

## Publication originale
- Wei, Liu & Wang, 2024 : « Four new species of the genus Yunguirius (Araneae, Agelenidae) from China. » ZooKeys,  vol. 1211, p. 1-15 (texte intégral).